# Clémentine Portier-Kaltenbach
Clémentine Portier-Kaltenbach, née le 20 mars 1962 à Dakar (Sénégal), est une écrivaine, journaliste et chroniqueuse en histoire française.

## Ascendance
Clémentine Portier Kaltenbach appartient à une vieille famille protestante. 
Elle est la fille de Pierre-Patrick Kaltenbach, haut fonctionnaire , conseiller à la Cour des Comptes et président  plus de trente ans, des Associations familiales protestantes, du Fonds d'Action sociale et de l'Ined, et de Jeanne-Hélène Kaltenbach,  écrivain, spécialiste de l'Islam, militante associative, membre du haut Conseil à la famille et du  Haut Conseil à l'intégration.

## Parcours professionnel
Ancienne élève de l'Institut d'études politiques de Paris et étudiante en Histoire à  la Sorbonne, Clémentine Portier-Kaltenbach a d'abord travaillé au cabinet de Bernard Stasi (1987), puis à l'Orchestre symphonique d'Europe (1990) et collaboré à Loralest (1991-1995), l'une des premières sociétés d'étude à l'implantation sur la Russie créée en 1989.
En tant que « chroniqueuse de l’histoire » ou  « journaliste historique », elle a collaboré au supplément parisien du Nouvel Obs, à "Culture vive" sur RFI, à L'Ombre d’un doute présentée par Franck Ferrand sur France 3, et à Midi en France sur la même chaîne. 
A la création de l’émission Secrets d'histoire animée par Stéphane Bern  et  diffusée sur France 2les dimanches après-midi,  elle est l'un des 4 chroniqueurs chargés d'intervenir en plateau (avec le Docteur Philippe Charlier, Fabrice d'Almeida et Isabelle Heullant-Donat) .  Puis, elle participe à de très nombreux épisodes de cette même émission devenue émission de prime time.
De septembre 2010 à juillet 2014, elle coanime Le Grand Quiz des histoires de France sur RTL aux côtés de Laurent Boyer, puis La Plus belle région de France sur M6, avec le chef Christian Etchebest et de Jean-Bernard Carrillet, auteur de guides Lonely Planet. Elle a fait des apparitions ponctuelles dans l'émission de Julien Courbet Seriez-vous un bon expert ? sur France 2 et dans celles de Mac Lesggy sur 6ter. En mars 2016, elle supervise le contenu de Tout le monde joue avec l'histoire, présenté par Nagui sur France 2.  
Auteure de livres destinés à un large public : Histoire d'os et autres Illustres abattis, Grands Z'héros de l'Histoire de France, Le Grand Quiz des histoires de France, Les Secrets de Paris, Embrouilles familiales de l'histoire de France, Les Secrets de Paris illustrés, Un mot un destin, etc. Elle a également participé à plusieurs ouvrages collectifs dont G. Lenotre : le grand historien de la petite histoire, qu'elle a dirigé chez J. C Lattès, ainsi qu'à la collection Folle Histoire dirigée par Bruno Fuligni aux éditions Prisma et à Historissimo (First). En mai 2018, elle dirige Coups de Chœur, treize auteurs racontent leur église parisienne préférée aux éditions Tallandier et en 2024, un ouvrage collectif intitulé "Les Grandes Remontadas de l'histoire" auquel ont notamment participé Franck Ferrand, Stéphane Bern, Laurent Joffrin, Emmanuel de Waresquiel, Thierry Lentz, Bruno Fuligni, Alix Girod de l'Ain...
Depuis 2016, elle est chroniqueuse Histoire et Patrimoine dans différents suppléments du magazine Femme actuelle ("Terres d’écrivains" dans FAJ Histoire et "Hauts lieux du patrimoine" dans FAJ Régions), et tient une chronique dans la Revue "Histoire Magazine". Entre 2017 et 2018, elle tient une chronique Patrimoine Bi-hebdomadaire dans l'émission de Franck Ferrand sur Europe 1 "Au cœur de l'histoire" . 
A partir d' août 2020, elle est chroniqueuse dans l'émission quotidienne présentée par Stéphane Bern et Matthieu Noël sur Europe 1 : Historiquement vôtre. Sa chronique est intitulée : "Dans l'intimité de l'histoire". À partir de l'automne 2021, elle est aussi chargée du podcast natif Au cœur de l'Histoire pour la même radio. En septembre 2024, elle devient chroniqueuse dans le Mag Santé sur France 5, où elle consacre une chronique aux problèmes de santé des personnages célèbres. 
Elle est membre du jury du Prix du Guesclin du livre d'Histoire (depuis 2010)  ,  du Prix Drouot des Amateurs du livre d’Art et du prix du Livre Talleyrand, présidé par Emmanuel de Waresquiel et créé en 2023 par l'Association des amis de Talleyrand. 
Selon le site Euromédia, l'auteure des Secrets de Paris se distingue par « son ton léger et décalé, son aptitude à rendre passionnants les sujets les plus pointus, en passant par la lorgnette de la "petite histoire" ».

## Distinctions
- 2007 : Histoires d'os et autres illustres abattis" figure dans le Palmarès LE POINT des 25 meilleurs livres de l'année.
- 2010 : prix du Guesclin pour Les Grands Z'héros de l’Histoire de France[13].
- 2016 : prix Sport et Littérature au féminin décerné par l'Association des écrivains sportifs[14] et le Ministère des Sports[15] pour "Championnes" écrit avec sa sœur Lorraine Kaltenbach.
- 2017 : prix du Livre d'histoire Agrippa d'Aubigné pour Embrouilles familiales de l'histoire de France[1].
- 2018 : prix Inter-Rhônes de la Journée du livre de Sablet pour ses différents livres.

## Publications
- Histoires d'os et autres illustres abattis, JC Lattès, 2007, 250 p.  (ISBN 978-2709628303).
- Grands Zhéros de l'histoire de France, JC Lattès, 2010, 284 p.  (ISBN 978-2-253-15776-2).
- Le Grand Quiz des histoires de France (avec Laurent Boyer), JC Lattès, 2011, 280 p.  (ISBN 978-2-709-63810-4).
- Les Secrets de Paris, Vuibert, 2012, 288 p.  (ISBN 978-2311002553).
- ( dir.) G. Lenotre, grand historien de la petite Histoire, JC Lattès, 2012.
- Embrouilles familiales de l'histoire de France, JC Lattès, 2015  (ISBN 9782709642460).
- Championnes : elles ont conquis l'or, l'argent, le bronze, Arthaud, 2015  (ISBN 9782081324763).
- Les Secrets de Paris illustrés, Vuibert, 2016.
- (dir.) Coups de chœurs, Douze historiens racontent leur église parisienne préférée. Tallandier, 2018.
- Un mot, un destin. Dans l'intimité des femmes célèbres, Albin, Michel octobre 2020.
- Les Grandes Remontadas de L'histoire; ouvrage collectif. Buchet Chastel, mars 2024
- Un mot, un destin. Tome 1 Dans l'intimité des femmes célèbres, Litos, Poche, Décembre 2024  (ISBN 9782385061098).
- Un mot , un destin. Tome 2 Dans l'intimité des femmes célèbres , Litos Poche, Avril 2025,  (ISBN 9782385061234)

Préfaces
- -         G. Lenotre,  le grand historien de la petite histoire J.C Lattes 2013 (+ Directrice d’ouvrage)
- -         Coups de chœur. Tallandier 2018 (+ Dir)
- -         Gosselin Lenotre Mes Secrets de Paris .  Libretto
- -         Les nouveaux Mystères de la Bible. Plon 2022
- -         Les grandes Remontadas de l’histoire  Buchet-Chastel 2024  (+ Dir)